# Ike Williams
Ike Williams est un boxeur américain né le 2 août 1923 à Brunswick (Géorgie) et mort le 5 septembre 1994 à Los Angeles, Californie.

## Carrière
Il devient champion du monde des poids légers de la National Boxing Association (NBA, ancêtre de la WBA) le 18 avril 1945 en battant par arrêt de l'arbitre à la seconde reprise le mexicain Juan Zurita. Il conserve son titre en dominant avant la limite Enrique Bolanos, Ronnie James puis le 4 août 1947 Bob Montgomery, champion de la New York State Athletic Commission (NYSAC), devenant ainsi champion du monde unanime de la catégorie.
Après cinq défenses victorieuses les quatre années suivantes, Williams perd ses titres face à Jimmy Carter le 25 mai 1951 par arrêt de l'arbitre à la 14e reprise. Il mettra un terme à sa carrière en 1955.

## Distinctions
- Ike Williams est élu boxeur de l'année en 1948 par Ring Magazine.
- Il est membre de l'International Boxing Hall of Fame depuis sa création en 1990.

## Référence
1. ↑  (en) Ike Williams vs. Juan Zurita (boxrec.com)